# Ali Sami Yen
Ali Sami Frashëri, född i 20 mars 1886 i Kandilli, Istanbul i Turkiet, död 1951, är mest känd som grundaren av fotbollsklubben Galatasaray SK. Han hette ursprungligen Ali Sami Frashëri och var son till den albanske författaren Sami Frashëri.
Han studerade på Galatasaray Lisesi (Lycée de Galatasaray) i Istanbul, och det var där han med hjälp av några skolkamrater grundade en fotbollsklubb 1905. Målet var enligt Yen att "spela tillsammans som engelsmän, att ha en färg och ett namn och att slå icke-turkiska lag".
Yen var ordförande för klubben i 13 år, mellan 1905 och 1918 och under en kort period 1925. Han var också klubbens första tränare mellan 1905 och 1908. Yen var också tränare för det turkiska fotbollslandslaget i deras första internationella match, mot Rumänien 1923.
Galatasaray SK:s första stadion, Ali Sami Yen Stadium, fick namn efter Ali Sami Yen. Idag har stadion plats för 25 000 åskådare och ligger i centrala Istanbul. 